# Teucrodoxa
Teucrodoxa is een geslacht van vlinders van de familie Lecithoceridae.

## Soorten
- T. monetella (Felder, 1875)
- T. spiculifera (Meyrick, 1918)